# نیروگاه هسته‌ای خوزه کابررا
نیروگاه هسته‌ای خوزه کابررا (به اسپانیایی: Central nuclear José Cabrera) یک نیروگاه هسته‌ای در اسپانیا است که در الموناسید دو زوریتا واقع شده‌است.